# Bellevalia heweri
Bellevalia heweri är en sparrisväxtart som beskrevs av Per Erland Berg Wendelbo. Bellevalia heweri ingår i släktet Bellevalia och familjen sparrisväxter. Inga underarter finns listade i Catalogue of Life.